# 赤松則英
赤松則英（あかまつ のりひで，生年不明 - 慶長5年10月1日（1600年11月6日）），安土桃山時代的武将，播磨名門赤松氏最後的當主。阿波國住吉（板野郡23村）1萬石領主。赤松則房的次男。官位為上總介。是阿波國住吉城的一萬石領主，父親為赤松則房。
慶長3年（1598年）、父親則房死後繼任家督。1600年關原之戰從屬西軍、負責大坂天王寺平野口的警備任務、決戰前進入石田三成的居城佐和山城本丸籠城、後來遭寝返背叛的東軍小早川秀秋攻撃後，佐和山城陷落、則英在城陷之前逃亡。逃亡後前往福島正則處，後在京都戒光寺自盡。